# (662) Newtonia
Pour les articles homonymes, voir Newton et Newtonia (homonymie).
(662) Newtonia est un astéroïde de la ceinture principale découvert le 30 mars 1908 par l'astronome américain Joel Metcalf. Sa désignation provisoire était 1908 CW.

## Origine du nom
L’astéroïde a été nommé par Zaccheus Daniel de l’observatoire de l’Université de Princeton d’après la petite ville américaine de Newton dans le Massachusetts, car il ne pouvait pas décider s’il devait honorer Isaac Newton (1643-1727) ou l’astronome Hubert Anson Newton (1830-1896). L’astéroïde (8000) Isaac Newton porte le nom d’Isaac Newton depuis 1998.